# Strzelanina w Warren Clinic
Strzelanina w Warren Clinic – strzelanina, która miała miejsce 1 czerwca 2022 roku w klinice Warren Clinic w Tulsie w stanie Oklahoma w Stanach Zjednoczonych; w wyniku ataku uzbrojonego w karabin i pistolet sprawcy zginęło 5 osób, wliczając napastnika, a 10 innych zostało rannych.

## Przebieg
Napastnik oddał strzały w stronę personelu i pacjentów kliniki na oddziale ortopedii około 16:56 czasu lokalnego. Służby przybyły na miejsce zdarzenia w ciągu kilku minut po pierwszym z telefonów zawiadamiających o wydarzeniu.
Miejscowe służby przybyły pod klinikę, a następnie około 17:00 weszły do niej i znalazły martwego napastnika, który popełnił samobójstwo. Wcześniej umieścił on materiały wybuchowe we własnym domu w pobliskim Muskogee, w wyniku czego służby musiały interweniować także w miejscu zamieszkania sprawcy ataku.

## Ofiary strzelaniny
W wyniku ataku w klinice zginęły 4 osoby, nie wliczając sprawcy, a 10 zostało rannych. Wśród zabitych osób był lekarz, którego pacjentem był niedawno sprawca. Wśród ofiar strzelaniny było dwóch lekarzy, recepcjonistka i pacjent kliniki. Napastnik najwyraźniej obwiniał jednego z lekarzy o złe leczenie. Podobno celował konkretnie w niego, ale wśród zabitych były także przypadkowe osoby.

## Sprawca
Sprawcą strzelaniny był 45-letni Michael Louis, który był niezadowolony z wcześniejszego leczenia jego bólu pleców przez jednego z lekarzy. W czasie ataku sprawca używał karabinka AR-15 i pistoletu, z czego jedną ze sztuk broni zakupił kilka dni przed atakiem, a drugą kilka godzin przed jego dokonaniem.